# 心霊写真
心霊写真（しんれいしゃしん、英: spirit photography、ghost photography）とは、霊、エクトプラズム、死神、神仏などが写りこんでいると主張される写真のこと。また、写るはずの被写体の一部あるいは全部が写っていないものなども心霊写真のカテゴリーに入れられる場合がある。
日本語では「幽霊写真」「霊感写真」などさまざまな呼称があったが、1970年代半ばのオカルトブーム期において、心霊写真の名称で定着した。

## 概要
心霊写真の元ネタは、観光や記念写真あるいはテレビドラマや映画撮影など別の目的で写真を撮影した場合に、意図せず偶然写り込んだものと、合成で作成するものが使われる。
撮影場所や被写体は、事故現場や自殺の多いなどいわくつきの場所、墓地や滝、絶壁、過去に死亡事故を起こした中古車などが使われることが多い。心霊写真集などでは様々な因縁話に関連付けて、不安や先入観を高める工夫がされている。
また自称霊能者が自己宣伝のために心霊写真を用意することもある。

### 撮影ミスによるもの
単なるレンズフレアや後述のシミュラクラ現象（または輪郭誘導現象）、被写体の角度とカメラアングルの位置関係から人体の一部が消失したかに見える写真を霊の仕業と思いこんでしまう心理によるものである。
意図せずに撮影された心霊写真は、職業的なカメラマンから見ると、レンズフレア （ハレーション）やガラスの映り込み、フラッシュの反射などアマチュアが犯しがちな技術的な失敗であることが多い。また、フィルム送り不良による多重露出の場合もある。
例えば、赤っぽい幕のような物はレンズフレアであり、近くに強い光源があると発生する現象である。一眼レフカメラであればレンズフードを使用することにより防げるが、フードを使用しないときやコンパクトカメラを使用した時などによく発生する。
また、車の窓やブラウン管のディスプレイに光が反射すると周りにある物体がそこに歪んで映るなどして、顔などが複数写り込んだように見えることも多い。
デジタルカメラや携帯電話(スマートフォン)のカメラ機能の普及により、機械本体や記録メディアやプリンターの不具合や設定ミスにて異常な状態の画像を表示・印刷した物を心霊写真と勘違いする場合もある。
心霊写真の一種として、オーブと称する物もある。これはフラッシュを発光した際にストロボ光が空気中の水分・ホコリなどに反射し発生する現象である。右記の写真では、最上段のものがレンズ若しくはレンズフィルターに付着した水滴が乱反射を起こす現象で、夜間、露が降りてきたときなどに特に発生しやすい。また、空気中で結露した水蒸気が湯気となりフラッシュ光で乱反射を起こすことがあり、特に地下からの水がわき出るような所や滝の近くでは夏場などによく発生する現象である。
また、心霊写真ではないかとされる写真の被写体が、木や岩など自然の造形物であることが多く、この場合木々や岩場の複雑な陰影が見方によって人の顔に見えることが多く、写真を撮ったり撮られたりしたものがそのことを気にする事例が多くあった。人間の脳は、3つの点があれば顔に見えるようにプログラムされており、これをシミュラクラ現象（類像現象）というが、これが大半を占めるケースがしばしば見られた。
もっと単純に、写真を撮影した時の状況が不明のために、その場に居たことに気づかれずに写り込んだだけの人物が「幽霊」とされることが多々ある。例としてスタッフが映り込んだ写真が「仮面ライダーの心霊写真」として広められていることもあった。

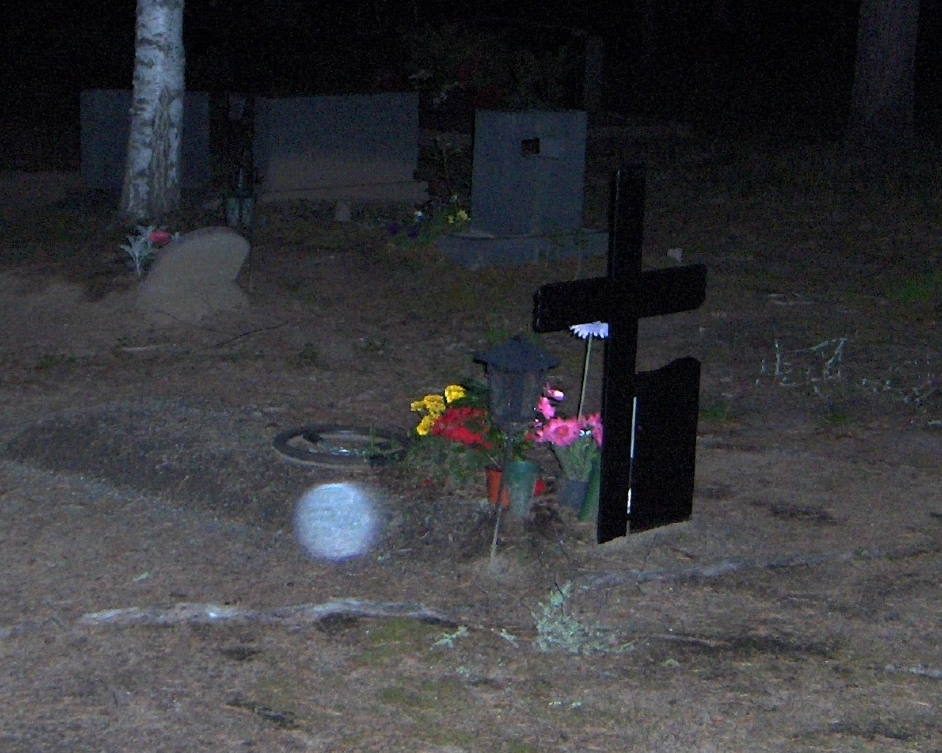
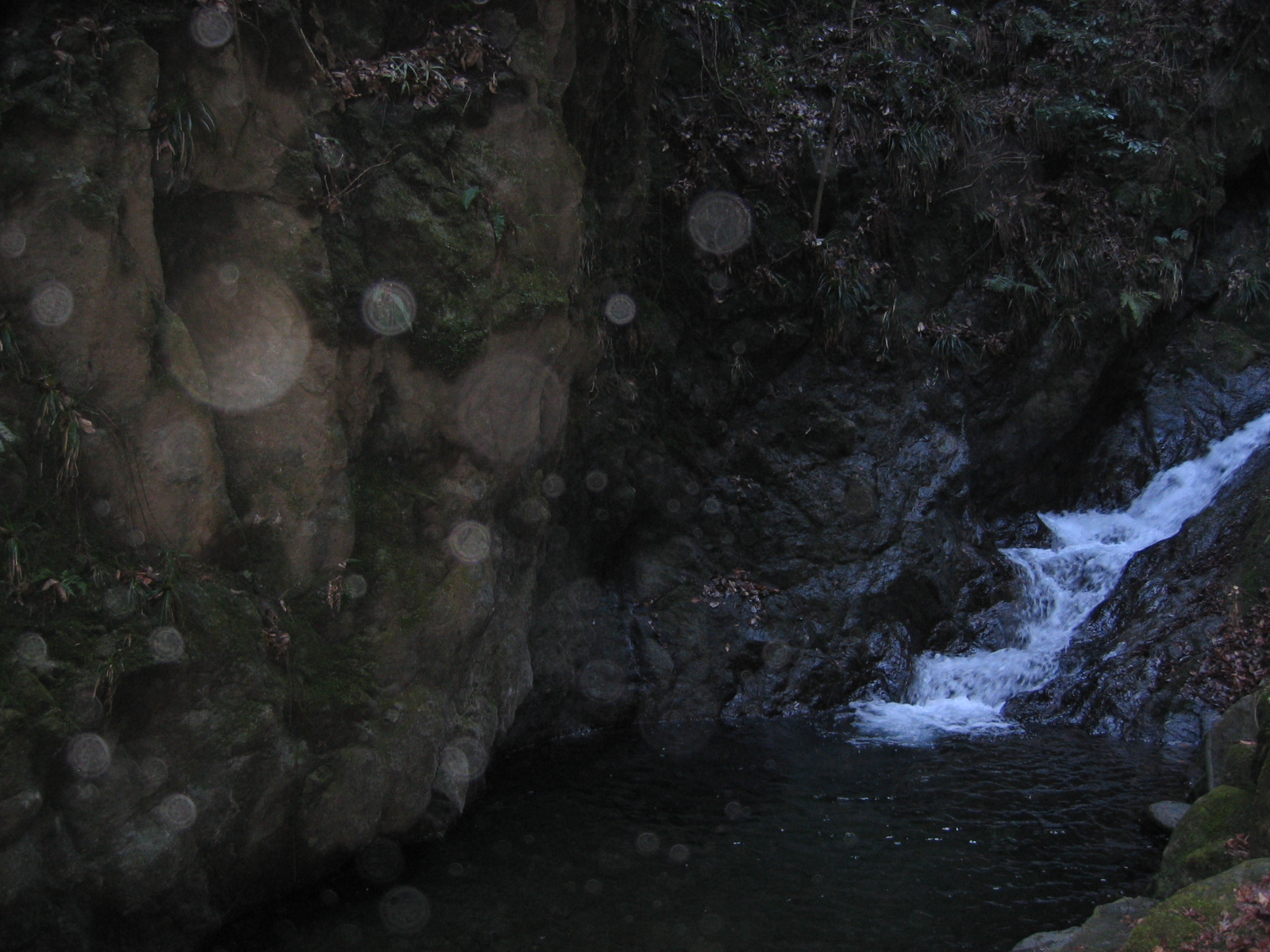
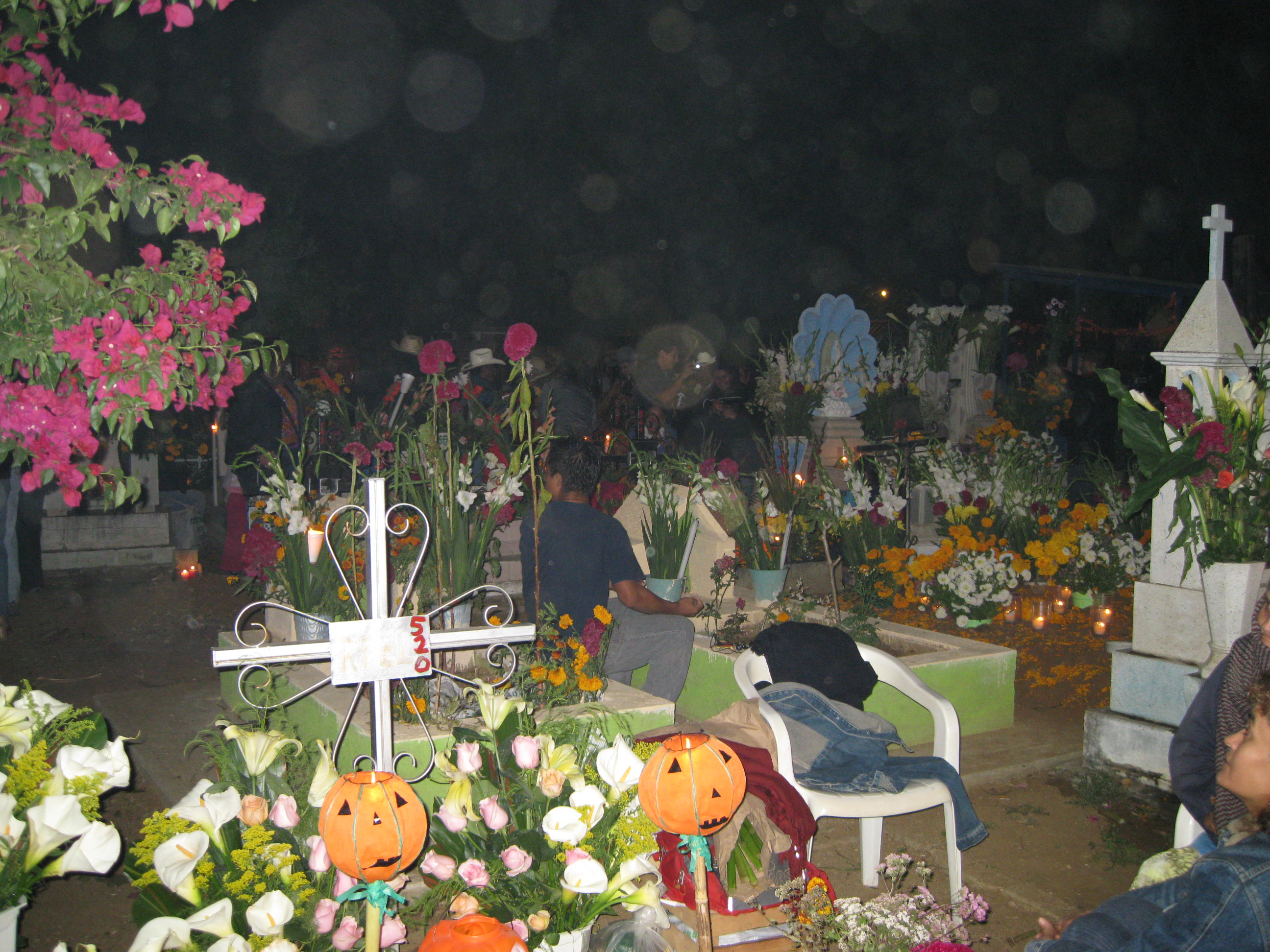

### 人為的なもの
ホラー作品として製造されたものも多い。心霊写真集は一定の需要があり定期的に発売されている。
19世紀に撮影された「心霊写真」には、写真を見慣れた現代人の目にはあからさまに稚拙なトリック撮影と見破ることができるものがかなりあるが、そもそもが「故人と一緒に写りたい」という客の注文に合わせて意図的に作られた写真も多く、由来を知らない現代人が心霊写真として取り上げているだけのことも多い。

### 人為的な「心霊写真」のトリック
- 二重露出
- テーブルの下にエックス線発生装置を仕掛け、それが映像を結ぶあたりに現像皿をセットする。
- 種板の裏面に発光物資を接触させ、印画紙に像を写す。
- 光を照射するとしばらく発光する化合物を隠し持ち、数秒間、種板に接触させて写す。カメラのレンズの蓋に発光体を仕込んでおく方法もあった。
- 心霊写真および心霊映像において、ベランダのない窓の外に人が立っていたといったパターンがあるが、これは奇術でも十分説明がつくものである。等身大の人形（あるいは首だけのもの）を屋上（あるいはその上の階）から吊るすといった単純なものであり、そうした肝試しの仕掛けを知らない人間が、後になってからカメラで確認した時のリアクションや反応を楽しむ、いわゆる悪い悪戯で行われるものである。前述のような諸々のトリックより単純であり、誰にでも可能である。
- 画像編集ソフトウェア（フォトレタッチ）で編集する場合、さらに強力な編集が可能。

## 心霊写真の歴史

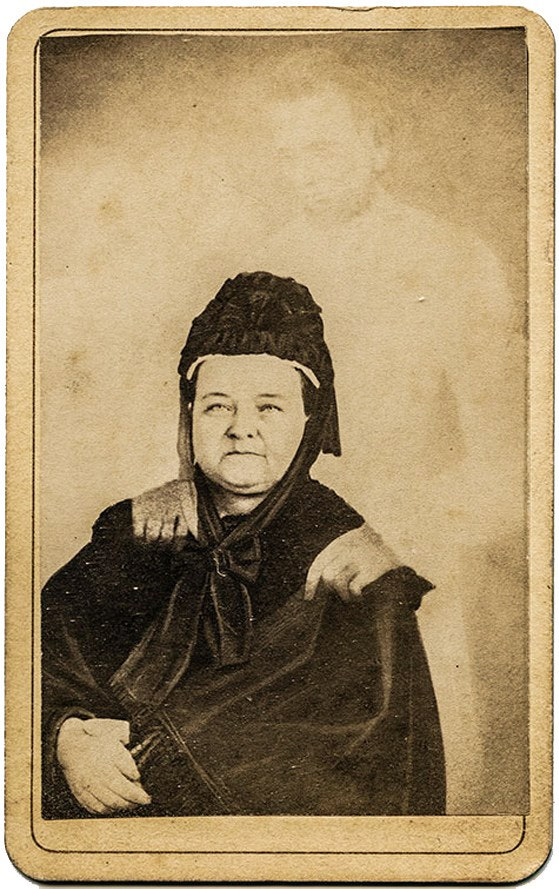
ウィリアム・マムラー作。エイブラハム・リンカーンの未亡人メアリー・トッド・リンカーンと「リンカーン大統領の幽霊」（1869年頃）。

実用的な写真技術の発明は1839年フランスの画家ルイ・ジャック・マンデ・ダゲールが開発した「銀板写真法」が最初である。1884年に写真フィルムが発明され、写真技術が大衆化する前に、「心霊写真」は登場した。
1862年、アメリカのボストンで交霊術師として知られていたガードナーがある写真屋が撮影した自分の写真に12年前に死んだ従兄とよく似た姿が写っていることを公表した。
最初の撮影霊媒であるウィリアム・マムラーの「心霊写真」は驚異の的となり、彼のスタジオには人々が殺到したという。しかし、マムラーの「心霊写真」は不正なものであるとの告発により裁判で訴えられた。公判では写真界の有力者たちが「重ね写し」する手法について証言した。

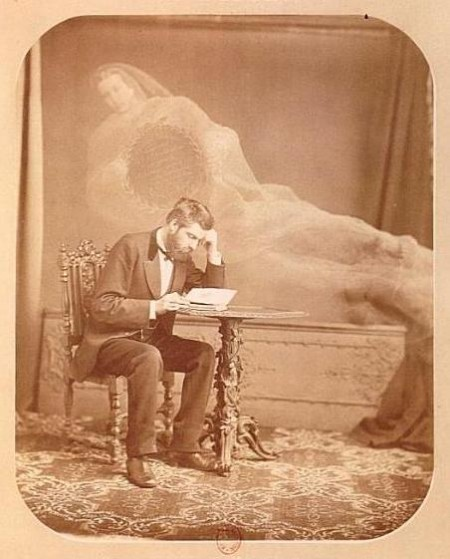
エドゥアール・ビュゲー作

また、その後「心霊写真」はヨーロッパでも注目を集めた。1874年、フランスのパリで写真館を経営するエドゥアール・ビュゲーが「心霊写真」を発表し、大評判となった。しかし、ビュゲーも写真制作における詐欺行為のかどで逮捕され、裁判にかけられることとなった。ビュゲーは公判において「二重露出」という方法を使っていたことを白状し、一年間の禁固刑と500フランの罰金刑を課せられた。この刑が確定した後も識者を含む多くの人はビュゲーの霊能力を信じ擁護したという。
発明直後から「写るはずのないものが写る」といういわゆる「心霊写真」が多くあり、一時大ブームとなった。当時の心霊写真は現在のデジタル合成と異なり、古典的な技術のため非常に鮮明に「霊」が写っているのが特徴である。心霊写真を作成する写真師も多く現れ、多くの「心霊写真」が出回った。しかし、当時は写真における「ピクトリアリズム」という一種の偽造的手法で写真芸術を作るという手法があり、偽造そのものに対してさほど大きなアレルギーはなかったと推測される。
日本で初めて心霊写真を撮影したというのが前述の1879年（明治12年）の三田弥一のものである。さらに1909年（明治42年）になって作家の羽化仙史こと渋江保が日本国外の心霊写真研究を日本に紹介した。ただしこの頃の日本では心霊写真とは言わずに幽霊写真などと言っていた。このように心霊写真自体は第二次世界大戦前から存在したが、当時は写り込んだ人の姿を死んだ身内などと解釈し、大切にする風潮があったようである。戦後、カメラの一般家庭への普及に伴い、旅行先などで撮影した写真に「霊が写っている」と騒がれる事例が増加した。
1917年7月、イングランド北部の寒村、コッティングリーに住む二人の少女が妖精と戯れる写真を撮ったと大きな話題になり、心霊研究家のエドワード・ガードナーや心霊主義に傾倒していた小説家のアーサー・コナン・ドイルらが本物と認めた。しかし、66年後の1983年、姉妹は絵本の妖精の絵を切り抜いて作ったものだと告白した。
1922年には「心霊写真」も蔓延を憂慮していた奇術師らが「神秘委員会」と称するチームを作り、当時評判を呼んでいたバン・コーム、デーン夫人などの「心霊写真家」らのトリックの多くを暴いた。
日本で有名になったのは1970年代になってからで、女性週刊誌や主婦向けのテレビのワイドショー番組、つのだじろうの漫画『うしろの百太郎』など少年雑誌で取り扱うようになった。1974年（昭和49年）からは二見書房で恐怖の心霊写真集シリーズを出した中岡俊哉が第一人者となっていったほか、宜保愛子や織田無道、池田貴族といったいわゆる心霊研究家による鑑定というシステムが成立した。
1970年代に中岡俊哉は心霊写真に因縁や祟りはないとしていたが、1980年代になってからは転換し、撮影者・写真の所有者に災い（霊障）をもたらす存在という言説も流布していく。
1980年代前半には下火となるが、1986年（昭和61年）以降再び女性誌で心霊写真の記事が掲載されるようになりブームを迎え、テレビのワイドショーで夏の恒例企画として放送されるようになったのもこの頃である。ピーク時は1枚合成するあたり2万円も儲かったという。
21世紀に入りデジタルカメラが普及するに従い、フィルム送りのミスによる多重露出がなくなったこと、受光部がフィルムカメラよりコンパクトなためレンズフレアやゴースト（レンズフレアの一種で光の輪や玉のように見えるもの）等の暗室内面反射が減ったこと、レンズがコンピュータ設計され精度が格段に向上していること、オートフォーカスによりピンぼけなど発生しにくくなったこと、自動露出の高度なプログラム化により光量不足がなくなったことなどのカメラのハイテク化で撮影ミスが減少する。さらに写真編集機能を搭載したフォトレタッチ系画像編集ソフトウェアが普及したことより、一般個人でも比較的簡単に写真を加工できるようになった。
こうして心霊写真ネタが盛り上がりに欠けるようになり、テレビ番組や週刊誌で取り上げられることも次第に少なくなっていった。逆に心霊写真を量産し、コラージュのひとつとして楽しむという趣旨のウェブサイトや、話題集めのため心霊写真や心霊動画を作成してSNS等に流通させる例も見られる。
心霊写真とは、それまでの日本の歴史上の概念にない新しい霊の現れ方であると歴史研究家の原田実は主張している。それまで日本で霊というと「誰にも姿が見えない霊」「誰にも姿が見える霊」「祟るなど因縁のある者にのみ現れる霊」の3つしかなかったが、肉眼で見えなかった霊がカメラという特殊な技術を通して見えるようになったというのである。原田はこの特殊な技術で霊が見えるというのが霊能者という概念を生み出したとしている。
漫画『鎌倉ものがたり』（西岸良平）では、主人公である一色先生曰く、幽霊は精神的存在であり人の目に見えてカメラでは写らないという設定である。

## 典型例

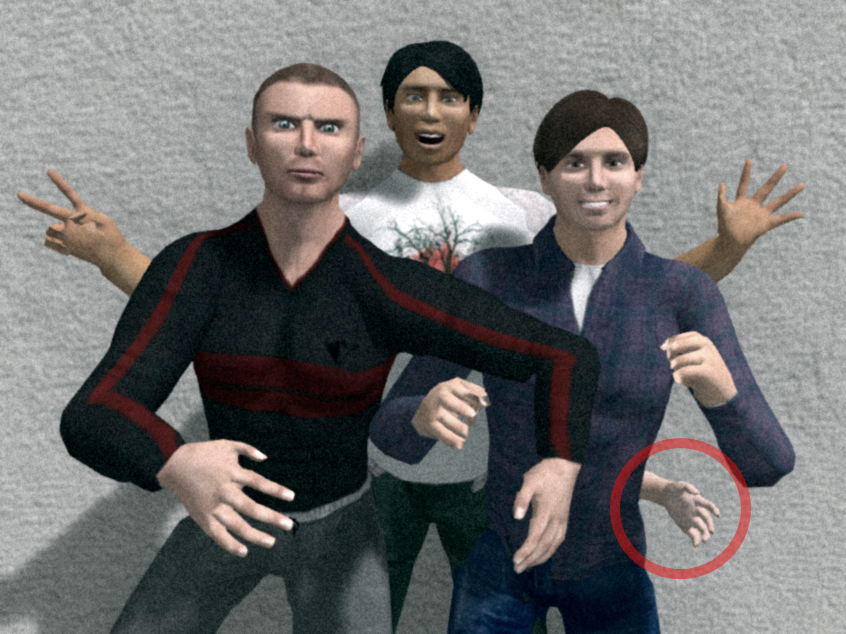
その場に居ない人の手足が写り込んでいる
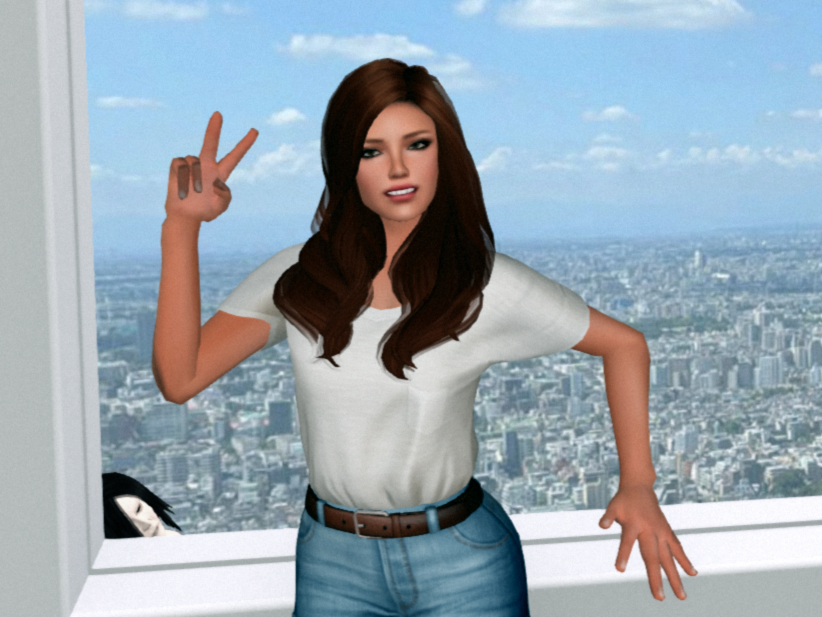
あり得ない場所から人影がのぞいている
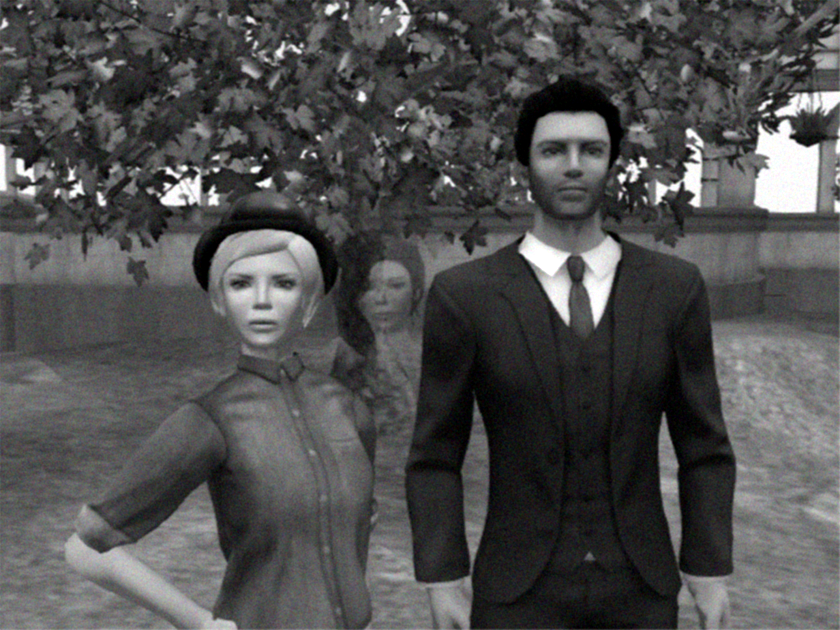
二重露出のように人影が浮かんでいる